# Миненко, Сергей
Сергей Миненко (18 мая 1971) — киргизский футболист, вратарь. Выступал за сборную Кыргызстана.

## Биография
В профессиональном футболе дебютировал в первом сезоне независимого чемпионата Кыргызстана в клубе «Спартак» (позднее — «Ак-Марал») из Токмака. В составе этого клуба провёл четыре сезона, становился серебряным (1993) и бронзовым (1994) призёром чемпионата страны, обладателем Кубка Кыргызстана.
В 1996 году выступал в чемпионате Узбекистана за ташкентский МХСК, сыграл 14 матчей и завоевал бронзовые награды.
Вернувшись в Кыргызстан, провёл сезон 1997 года в бишкекском «Динамо», в его составе стал победителем чемпионата страны 1997 года. Затем выступал за бишкекский «СК Свердловского РОВД» (позднее — «Полёт»), с этим клубом в 1999 году завоевал бронзовые награды. Всего за карьеру в высшей лиге Кыргызстана сыграл 131 матч.
В национальной сборной Кыргызстана дебютировал 24 января 1996 года в матче отборочного турнира Кубка Азии против Саудовской Аравии. Всего в 1996—1997 году сыграл за сборную 6 матчей.
В 2000 году получил тяжёлую травму, из-за которой был вынужден завершить карьеру.